# Vlissingen

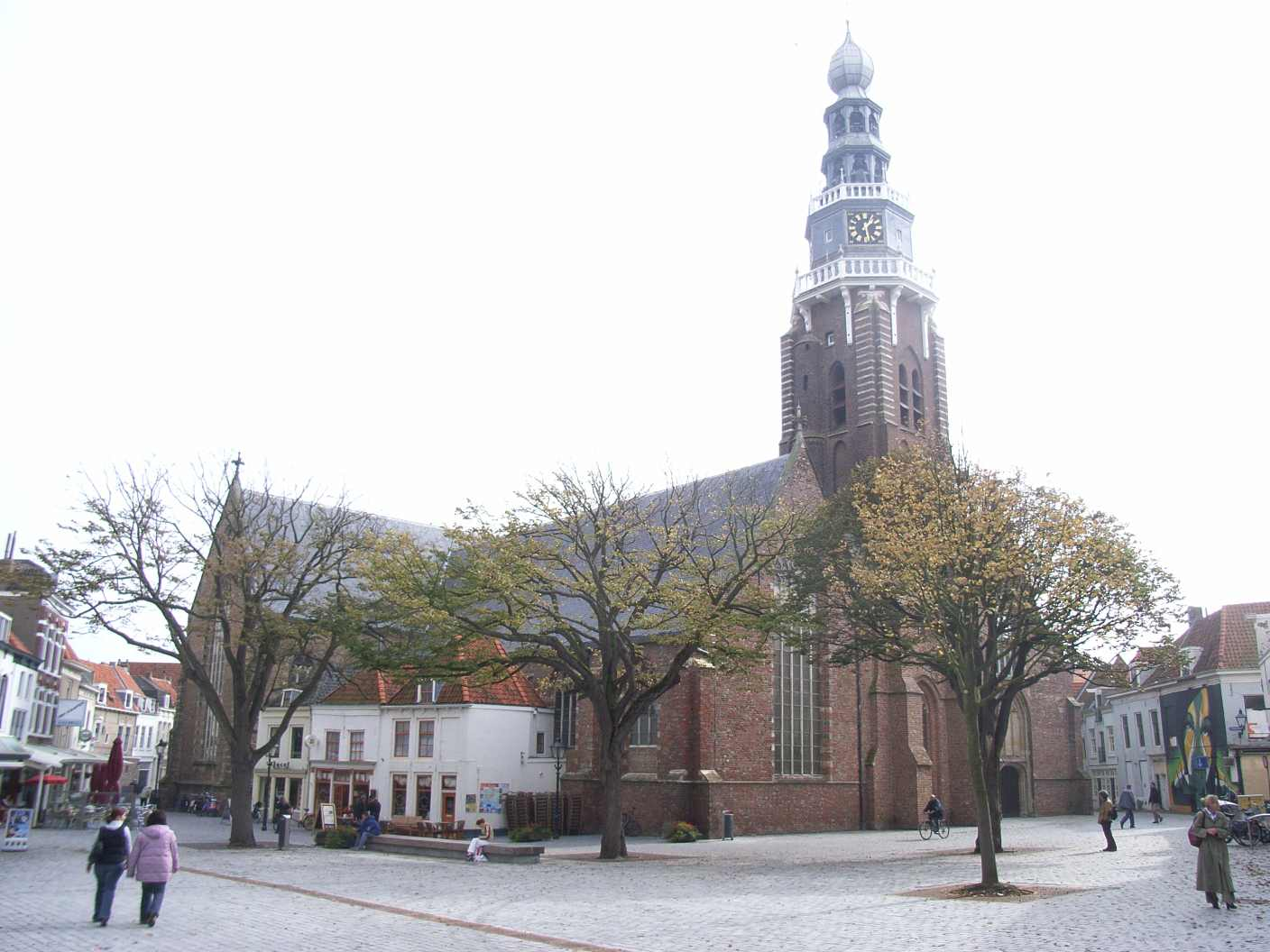
Sint Jacob, Vlissingen.

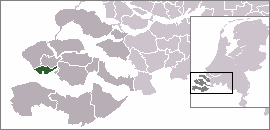
Lägeskarta

Vlissingen är en stad i den nederländska provinsen Zeeland som ligger vid floden Scheldes mynning i Nordsjön. Den har en yta av 344,97 km² varav 90 procent är vatten. Vlissingens befolkning uppgår till cirka 45 000 invånare (2003-12-31).
På engelska heter orten Flushing. Detta namn har även kommit att användas om stadsdelen Flushing i staden New York i USA, ursprungligen grundad som Vlissingen.